# Identiteta na spletu
Identiteta na spletu (v nadaljevanju: on-line identiteta) je družbena identiteta, ki jo uporabniki omrežja osnujejo v skupnostih na spletu. Čeprav nekateri ljudje na spletu raje uporabljajo resnična imena, se večina uporabnikov interneta pogosteje identificira s psevdonimi, ki razkrivajo različne pomene prepoznavnih osebnostnih lastnosti.
V nekaterih kontekstih na spletu, vključno z internetnimi forumi, računalniškimi igrami za več igralcev (MUD), takojšnjim sporočanjem (kot npr. Windows Messenger) in masivnimi množičnimi igralci igric na spletu, lahko uporabniki predstavijo sami sebe z grafično podobo.

## Pregled
On-line identiteta je veliko bolj »prilagodljiva« kot identiteta v resničnem življenju, ki jo oblikujejo različni faktorji, ki jih je težko nadzirati (vključno z raso, razredom, poklicem in stopnjo izobrazbe). Pri oblikovanju on-line identitete so ljudje svobodni, saj lahko opredelijo sami sebe kot želijo. Opredelitev je lahko prevara: zamenjava spola je značilna za računalniške igre za več igralcev (MUD) in druge virtualne skupnosti.
Posamezni uporabniki interneta lahko imajo različne on-line identitete. To lahko delno pripišemo pomanjkanju infrastrukture upravljanja identitet, ki bi omogočala uporabnikom, da uporabljajo dokazljivo identiteto na spletu v dveh ali več on-line skupnostih. Številne on-line identitete pogosto nastajajo pod pogoji, ki porajajo številna vprašanja. Primer: oseba lahko oblikuje novo identiteto na spletu, da bi pobegnila posledicam negativnega ugleda, da bi prikrojila rezultate volitev preko spleta, da bi prispevala dodatno podporo v diskusijah na spletu. Na on-line licitacijskih straneh se lahko prodajalci prijavijo s številnimi izmišljenimi identitetami, da bi zviševali cene.
On-line identiteta ni nujno povezana z eno določeno osebo. Skupina ljudi lahko oblikuje posamezno identiteto na spletu.
Psevdonim lahko pomeni določeno stopnjo anonimnosti, vendar je pogosto možno narediti povezavo med on-line identiteto in identiteto v resničnem življenju. Spletni strežnik lahko beleži IP-naslov, ki je povezan z on-line identiteto. Podrobnosti, ki se nanašajo na uporabo tega IP naslova, so zabeležene pri ponudniku internetnih storitev (ISP), ki posreduje informacije, če je npr. zadeva na sodišču. Pomen anonimne linije, kot posredniški strežnik, uporabniki interneta lahko dosežejo več anonimnosti, če skrijejo svoj IP naslov. Prav tako je možno narediti povezavo med on-line identiteto in identiteto v resničnem življenju z uporabo informacij, ki kažejo na uporabnikovo identiteto, ki jih uporabnik posreduje preko spleta, ali preko povezav dveh različnih identitet skozi uporabnikov stil pisanja in informacije, ki jih posreduje.    

## Upravljanje ugleda
Ekonomisti so presenečeni nad uspešnostjo razvoja strani (kot je eBay) glede na prilagodljivost on-line identitete. Ko dve izmišljeni identiteti začneta sodelovati on-line, sta soočeni z ujetniško dilemo: sodelovanje je lahko uspešno pod pogojem zaupanja, kljub temu da ni racionalne osnove. Toda uspešne internetne strani so razvile sistem upravljanja ugleda, kot je eBayev sistem povratne informacije, ki zabeleži prenos in priskrbi tehnične pomene, s pomočjo katerih lahko uporabnik oceni zaupanje drugih.

## On-line identiteta in tržišče
Identiteta na spletu, ki lahko pridobi odličen ugled, je pomembna zaradi dveh razlogov: prvič, oseba ali več oseb vloži precej časa in napora, da oblikuje svojo identiteto in drugič, ostali uporabniki iščejo »ugledno« identiteto, ko se odločajo, katera je vredna zaupanja. Zato ni presenetljivo, da se on-line identitete prodajajo na on-line licitacijskih straneh. Kakorkoli, spori nastanejo pri lastnikih on-line identitet. Pred kratkim so uporabniki množične on-line igre imenovane Everquest, katere lastnik je Sony Online Entertainment, poskusili prodati njegovo Everquest identiteto na eBay-u. Sony trdi, da je to sporno in da je karakter Sony-jeva intelektualna lastnina, zato je zahteval odstranitev licitacije. Pod izrazom U.S. Digital Millennium Copyright Act (DMCA) bi eBay, če bi popustil, pristal v tožbi zoper kršitev avtorskih pravic. Nerešeno je ostalo osnovno vprašanje: Kdo je lastnik on-line identitete, ki je bila oblikovana kot komercialna spletna stran? Ali on-line identiteta pripada osebi, ki jo oblikuje ali podjetju, ki poseduje programsko opremo, ki je bila uporabljena pri oblikovanju le-te?

## On-line identiteta in pri iskanju zaposlitve
Ko oddamo prijavo na delovno mesto veliko delodajalcev, pred samim povabilom na razgovor, preveri kandidate preko iskalnikov, kot je Google, Najdi.si, družabna omrežja in prav velikokrat se lahko zgodi, čeprav smo poslali odlično napisano prošnjo in imamo kompetence za zsedbo delovnega mesta, da nas delodajalec zavrne in sploh ne ponudi možnost za osebno predstavitev. Zato bodite pazljivi, kaj objavljate, ne žalite, ne bodite nestrpni, slikem v opitem stanju niso ravno najboljša referenca, ne izlivajte gnojnice o bivšem delodajalcu, ... Več na Spletna identiteta ali kaj lahko Google pove o vas

## On-line identiteta in pravo
Kot je omenjeno v prejšnjem odstavku, on-line identiteta povečuje številna nerešena legalna vprašanja: Ali je oblikovanje on-line identitete dejanje govora in zato subjekt zakonske zaščite, ki zagotavlja svobodo izražanja? Ali je lahko identiteta zaščitena s pravicami javnosti ali s pravom blagovne znamke? Ali imajo pravice (odvisno od osebe ali oseb, ki jih oblikujejo)?

## On-line identiteta in infrastruktura upravljanja identitete
Vsi, ki si želijo oblikovati pozitiven ugled na spletu, se srečujejo s problem, da je ugled usmerjen. Primer: neki ugled na eBayu ne more biti prenesen na Slashdot.
Za oblikovanje infrastrukture upravljanja identitet so bile oblikovane številne predpostavke. Vse zahtevajo učinkovito javno infrastrukturo tako, da je identiteta dveh ločenih prikazovanj on-line identitet (ena na Wikipediji in druga na Kuro5hin) pravzaprav ena in ista.

## On-line identiteta in pravice uporabnika
Prihodnost anonimnosti na spletu je odvisna od razvitosti infrastrukture upravljanja identitete. Uslužbenci organa pregona pogosto izrazijo odpor na on-line anonimnost in nastopanje pod izmišljenim imenom, ki ga vidijo kot povabilo za kriminalce, ki želijo prikriti svojo identiteto. Zato zahtevajo infrastrukturo upravljanja identitete, ki bo dokončno povezala on-line identiteto z legalno identiteto osebe. Pri večini takšnih primerov se bo sistem razvil skupaj z  varnostno nacionalnim osebnim dokumentom. V nasprotju s tem, odvetnik za civilne pravice na spletu trdi, da ni potrebe za sistem napada na zasebnost zaradi tehničnih rešitev, kot je sistem upravljanja ugleda, ki so že zadostne in za katere se pričakuje povečanje razvitosti in uporabnosti.    

## On-line identiteta in koncept prikritja
Dorian Wiszniewski in Richard Coyne, v njunem prispevku v knjigi Oblikovanje virtualnih skupnosti, raziskujeta on-line identiteto s poudarkom na konceptu »prikritja« identitete. Odkrila sta, da kadarkoli na družbenem področju posamezniki delujejo vzajemno, prikažejo namišljeno podobo svoje identitete. S tem ni nič drugače na spletu (on-line) in dejansko postanejo celo bolj jasni v svojih odločitvah. On ali ona mora odgovoriti na specifična vprašanja o starosti, spolu, naslovu in tako naprej. Nadalje, oseba dodaja več in več k svoji namišljeni podobi s stilom pisanja, besediščem in temami. Čeprav poglavje po naravi izrazito filozofsko spodbuja razmišljanje, da je on-line identiteta zapleten posel in še vedno v procesu razumevanja.
Predvsem, ali namišljena podoba resnično prikrije identiteto? Z izbiro »maske« lahko odkrijemo nekaj o subjektu, ki se skriva za njo. Nekateri to imenujejo metafora maske. On-line maska ne odkrije dejanske identitete osebe. Kakorkoli, odkrije pa nekaj kar »leži« za masko, na primer, če oseba izbere rock zvezdo on-line, ta metafora kaže interes v rock glasbi. Celo, če se oseba odloči skriti za popolnoma lažnivo identiteto, to kaže nekaj o strahu in pomanjkanju samospoštovanja.
Drugič, ali je prikrivanje potrebno za on-line vzajemno delovanje? Zaradi številnih čustvenih in psiholoških dejavnikov, ljudje lahko nasprotujejo on-line interakciji. S prekrivanjem identitete lahko ljudje ustvarijo varen internet. Eden od glavnih strahov on-line identitete je kraja ali zloraba le-te. Ta strah odvrača ljudi od tega, da bi povedali kdo so. Ljudje morajo delovati z določeno stopnjo zaupanja brez strahu, da bo maska, ki jo oblikujejo on-line, primerna.
Tretjič, ali maska pomaga pri izobraževanju? Wiszniewski in Coyne sta dognala, da izobraževanje lahko vidimo kot proces spreminjanja, kjer je identiteta realizirana, kako nekdo najde določen prostor. Izobrazba identificira transformacijo identitete. Izobrazba je proces izgradnje občutka identitete, v splošnem proces vzgajanja. Pri interakciji študentov v on-line skupnostih, morajo razkriti določene stvari o sebi, na drugi strani pa dobijo odgovore drugih v tem sodelovanju. Na tak način je maska neprestano oblikovana v dialogu z drugimi in s tem bodo študentje postali bogatejši za občutek kdo so. To bo proces vzgajanja, ki bo pomagal študentom razumeti njihove prednosti in slabosti.

## Spolnost in on-line identiteta

### On-line spolna identiteta
Široko predebatirana tema, nanašajoč se na on-line identiteto, je raziskovanje spola in spolne identitete. Kljub naraščajoči toleranci in sprejemljivosti različnih spolnosti v naši družbi, so predsodki še vedno močno prisotni v resničnem življenju. V on-line svetu imajo uporabniki možnost vstopa v priljubljen svet številnih uporabniških dimenzij (MUD), tipiziranih kot igre kot so Final Fantasy 11, World of Warcraft ali Second Life. Gre za on-line skupnosti, kjer so možnosti opredelitve spolne identitete še posebej razširjene in z velikim deležem interakcij namenjenih izgradnji razmerij.
Skupna razprava o pozitivnih vidikih virtualnosti in prisotnost on-line skupnosti je doprinesla, da lahko ljudje zdaj predstavijo sami sebe brez strahu, da bodo nadlegovani. Internet omogoča uporabnikom, da postanejo manj zadržani in bolj pogumni.
Ta svoboda se kaže kot nove možnosti za družbo kot celoto. Gre za sposobnost ljudi raziskovati vlogo spola in seksualnosti na neškodljiv način, doslej zanimiv in koristen za tiste, ki so bili pripravljeni na spremembe. On-line identiteta je dala ljudem možnost občutiti udobje v široki paleti vlog, od katerih so lahko nekateri osnovni vidiki uporabniškega življenja, vendar še to ni možno prenesti v resnično življenje.
Osnoven primer teh priložnosti je osnovanje številnih skupnosti, kjer so dobrodošli mladi geji in lezbijke, ki »poslujejo« s svojo seksualnostjo. Te skupnosti omogočajo mladostnikom, da delijo svoje izkušnje z drugimi, tudi starejšimi geji in lezbijkami in tako ustvarjajo prostor, ki ni nevaren in kjer te noben ne obsoja. V prikazu teh skupnosti, Silberman (v Holeton, 1998, p. 118) citira informacijsko-tehničnega delavca Toma Reilly-a ki pravi, da je najlepša stvar on-line storitev, da so viri resnično decentralizirani, kjer lahko otroci oporekajo odraslim in tako ustvarijo nekaj novega. Če je organizator uspešen, je novica takoj uporabna. Internet je tako najbolj močno orodje, ki so ga mladostniki z alternativno seksualnostjo kdajkoli imeli.
On-line svet priskrbi uporabnikom, da lahko izberejo spol, spolne preference in spolne značilnosti, ki jih želijo uresničiti. V vsakem on-line spopadu ima uporabnik pravzaprav priložnost, da oblikuje identiteto, ki bi jo želel uresničiti. McRae v Surgan (2000) trdi, da pomanjkanje fizične prisotnosti zaplete posamezne spolne interakcije: ker je izbira spola prej pravica kot pa absolutno konkretiziran družbeni konstrukt, postane cel koncept spolnosti, kot primarni trg identitete, deloma spodkopan.
Poglavje o spolnosti in seksualnosti ponovno pridobiva na svoji pomembnosti, na ideji ločitve od telesa in z njo povezane posledice. Ločitev od telesa je ideja, da ko je enkrat uporabnik priključen, potreba po telesu ni več zahtevana in uporabnik lahko participira ločeno od njega. To konec koncev namiguje na ločitev od identitete, ki je definirana s fizičnim telesom. V kibernetičnem prostoru številni vidiki seksualne identitete postanejo zamegljeni in so definirani  le s strani uporabnika. Tu se zopet pojavljajo vprašanja resnice, zlasti glede on-line sestajanja in virtualnega seksa. Kot trdi McRae (1997, p. 75) virtualni seks omogoča določeno svobodo izražanja, fizičnega predstavljanja in eksperimentiranja preko svojih lastnih mej resničnega življenja. V najboljšem smislu ne le da zaplete, ampak ponovno vzpostavi ločitev med umom, telesom in samim seboj na način, ki je možen le skozi konstrukcijo on-line identitete.
Konec koncev on-line identiteta ne more biti popolnoma neodvisna od družbenih omejitev, ki veljajo v resničnem življenju. Kot razpravlja Westfall (2000, p.160) ideje popolne ločitve od družbene hierarhije in omejitve niso povzročene na internetu (kot je morda bilo predlagano v prejšnjih raziskavah), ampak strukturo identitete še vedno oblikujejo drugi. Westfall pripisuje pomembno vlogo, do sedaj redko omenjeni temi, in sicer vplivom pismenosti in komunikacijskih sposobnosti on-line uporabnikov. Seveda te sposobnosti ali pomanjkanje le-teh pomeni zmožnost oblikovanja posameznikovega on-line zaznavanja prav tako kot zaznavanja fizičnega telesa v resničnem življenju.

### Pomisleki
Pomisleki glede dejanske identitete se vrtijo okoli napačnega prikazovanja in učinkov spletnega ter dejanskega obstoja. Spolnost in spolno vedenje na spletu prinaša nekaj od najspornejših debat z veliko mero zaskrbljenosti nad plenilskim karakterjem nekaterih uporabnikov.  Zaskrbljujoča je predvsem otroška pornografija ter to, da je pedofilom omogočeno prekrivanje svoje identitete. Hkrati se s tem, ko je uporabniku dana možnost upodobitve samega sebe podvomi v veljavnost spletnih odnosov.
Skrbi glede povezanosti realnega in spletnega obstoja pozivajo tudi na dejstvo, da se ne ve kaj je resnično doživetje. S pojmi spol, spolnost in spolno vedenje se lahko pozabavamo, kar prinaša pomislek glede tega, kako lahko virtualne izkušnje vplivajo na realna čustva posameznika. 

## Spletni razredi nasproti tradicionalnim razredom:  Identiteta na spletu

### Komunikacija
Spletna identiteta v razredih sili ljudi k premisleku o tem kaj menijo in čutijo o ambientu razreda. Z izumom spletnih razredov so se učilnice spremenile in ne omogočajo več tradicionalne komunikacije (iz oči v oči), temveč so te komunikacije nadomestili računalniški zasloni. Študenti niso več označeni na podlagi vizualnih karakteristik. Za vsako stran obstajajo plusi in minusi, plus tradicionalnih razredov je ta, da lahko študentje vzpostavijo viden kontakt z učiteljem, ki je tudi v istem prostoru in jim je ta čas na voljo za vprašanja. Študentje so hkrati v stiku z drugimi študenti.  Vendar, če so študentje plašni ali se počutijo neudobno pri komuniciranju z drugimi, se lahko zatečejo na spletni tečaj, kjer potekajo komunikacije prek zaslona. Načinov komuniciranja prek spleta je veliko, npr. email, diskusijske table ter klepetalnice. Posamezniki nimajo izhodiščnega vtisa o tem kakšen je posameznikov izgled, njegov način govora, ampak se ta vtis ustvari na podlagi informacij, ki jih posameznik poda. To je metoda, s katero so študentje počutijo udobneje in niso ustrahovani z javnim nastopanjem. Študentom ni potrebno takoj podati odgovore, temveč si lahko vzamejo čas za razmislek. Komunikacija prek tekstovnih medijev lahko napelje študenta, da si vzame več časa  za premislek o idejah, medtem ko tega časa v razredu, med samim predavanjem ni toliko (Smith).

### Ali so spletni razredi vredni tega?
Argumenti so podani za obe strani, vendar pa se zdi, da so spletni razredi za določene študente primernejši. Razred tako upošteva udeležbo tistih katerim je udobnejše pred računalniškim zaslonom. Spletni razredi so postali nekakšna modna muha, vendar pa je njihova številčnost nakazala, da bo ta trend postal stalen del šolstva. »Leta 2001 je spletna visokošolska izobrazba za odrasle (ni vključenih milijonov študentov K-12 ) iztržila $4.5 milijard. Leta 2005 je naraslo na $11 milijard. In ta podatek je le za Združene države Amerike«(Dekan).

### Zaznavanje profesorja
Pomembno je, da ima tudi profesor identiteto znotraj učilnice. Študentje morajo imeti občutek, da jim bo profesor pripravljen pomagati ko bodo pomoč potrebovali. Čeprav se študentje s profesorjem ne morejo osebno videti, pa naj bi dopisovanje med njimi potekalo v primernem načinu. Brez tega bodo študentje opustili ta spletni tečaj, saj bodo imeli občutek, da niso usmerjeni s strani profesorja (Smith).

## Identiteta na spletu:blogi
Spletnikovanje(blogging) se je začelo s prvim uradnim izidom Xange leta 1996. Posameznik je postal zmožen izraziti svoj pogled na spletu s tem ko je vstopil v diskusijski forum, kjer je prejemal tudi povratne informacije. Danes je spletnikovanje postala priljubljena oblika spletnega pisanja, ki omogoča kreiranje preprostih in poceni javnih forumov za izražanje zamisli, pošijanje slik, video ali audio datotek; povezovanje na druge URL naslove; ter izražanje komentarjev bralcev. Kreiranje spletnega dnevnika je tako preprosto kot je ogled brezplačnih spletnih mest ter ustvarjanje računa. Popularne strani vključujejo: Livejournal, Blogger in Xango. Ko je račun ustvarjen, lahko objavimo kar želimo (znotraj direktive ponudnika storitve). Spletni dnevnik je odličen način za ustvarjanje identitete na spletu. Uporabimo lahko svoje dejansko ime ali pa ustvarimo osebo na podlagi naše domišljije. Na spletu smo lahko kdorkoli želimo. Uporabniki spletnih dnevnikov pogosto uporabljajo prevdonime, da obvarujejo svoje osebne podatke, hkrati pa jim dajejo večjo svobodo pri izražanju zamisli, ki bi lahko bile njihovi družini, delodajalcu itd. nevšečne. Dostop do teh informacij imajo ljudje po vsem svetu  in bi jih lahko uporabili v zle namene. Kot je dejal John Grohol, raba psevdonima  lahko omogoči posamezniku, da obvaruje svojo dejansko identiteto in gradi na ugledu, s tem ko uporablja svoje namišljeno ime. Kakorkoli, ljudje pogosto uporabljajo to storitev kot spletni dnevnik, brez zavedanja, da jih zadostna količina informacij kljub uporabljenemu psevdonimu naredi prepoznavne in se prek tega razkrijejo,  s ter pa postanejo ranjlivi. 

### Identiteta na spletu: Facebook&Myspace
Kreaciji MySpace in Facebook sta omogočili posameznikom, da ustvarijo družbeno omrežje medtem ko vzdržujejo svojo identiteto na spletu. Tako MySpace kot Facebook sta na razpolago vsakomur, čeprav je še do nedavnega bil Facebook namenjen le tistim, katerim se je e-mail naslov ujemal z institucijami, kot so fakultete, srednje šole in podjetja. Ta prijateljska omrežja omogočajo iskanje posameznikov ter njihovo dodajanje k seznamu prijateljev, pa če jih poznajo ali ne. Torej, zakaj sta ti dve omrežji tako vznemirljivi? Nekateri, vključno z Danah Boyd, pravijo, da je vznemirljiva identiteta, ki si jo posameznik ustvari. Uporabniki lahko upravljajo s svojimi stranmi in jih prilagodijo svoji osebnosti. Na obeh omrežjih lahko prijatelji tudi pustijo komentarje na prijateljevemu zidu (ang. friend wall), ki je nekakšna beležka, ki prikazuje popularnost, namreč več komentarjev kot nekdo ima, bolj je ta popularen. Pozornost, ki jo nekdo pridobi s pomočjo strani, lahko posameznika zasvoji in zato se vključuje v omrežje še pogosteje. Za razliko od pisanja spletnih dnevnikov, mora uporabnik teh dveh omrežij izdelati prepoznavno identiteto, psevdonimi niso omogočeni. V teh omrežij ljudje v največji meri vključujejo svoje slike pri profilu. Myspace uporabniki lahko tudi ohranijo spletni dnevnik na tej strani in tako lahko svojim prijateljem sporočajo kaj počnejo. To pri Facebooku ni mogoče. Slabost pri tem pa je (razen, kjer je opcija za zaseben profil), da tudi tisti, ki niso prijatelji, lahko vse dokler so registrirani pregledujejo naše strani . Na Facebooku lahko naš profil pregledujejo le prijatelji, ki jih imamo na spisku, drugim je dostop onemogočen. Vendar, kaj je potem smisel ustvarjanja računa, če ne želimo, da si ljudje ogledujejo naš profil, zlasti pri MySpacu, kjer je dostop bistveno lažji kot pri Facebooku?  Posamezniki lahko še vedno izbirajo kakšno identiteto na spletu bodo posedovali, ta je lahko zelo odprta in razkrivajoča, ali pa posredujejo le tiste podatke, ki so zahtevani, ter se tako ne razkrivajo.  

## Plenilci na spletu
Plenilec na spletu je internetni uporabnik, ki izkorišča ranljive ljudi za spolne ali finančne namene. Ustvariti spletno identiteto, ki pritege ostale je preprosto in težko je prepoznati če se oseba izdaja za nekoga. Veliko ljudi zaupa v stvari kot so opis nekoga, njegove fotografije ali pa njegova spletna prisotnost na spletnih mestih kot je Myspace, vendar pa se da te stvari zlahka ponarediti. Prav tako pa jamstvo za identiteto nekoga ni to, da smo z njim že dalj časa v stiku prek spleta. 
Otroci so najbolj ranljivi in tako spadajo v skupino tveganja. »Skozi čas - morda tedne ali mesece - tujec, ki posreduje toliko informacij kot je sploh mogoče, ter pridobiva otrokovo zaupanje prek komplimentov, pozitivnih izjav, ter drugih oblik laskanja, zgradi čustveno vez z otrokom« (Net Safe Kids). Žrtve ne smejo ničesar posumiti, pretentane se tudi s tem, da mislijo, da so približno enakih let kot oseba, s katero komunicirajo. Obstajajo primeri, ko so posamezniki bili odkriti s svojimi identitetami in nameni ter so uporabljali internet le zaradi lažjega dostopa.
Oddaja Dateline na NBC-ju je spremljala tri preiskave plenilcev na spletu. Obravnavali so odrasle, ki so se na spletu predstavljali kot najstniki, se ukvarjali z razgovori ostalih odraslih oseb ter se dogovarjali za srečanja v živo. Osebo, ki je pričakovala srečanje z  najstnikom je pričakal Chris Hansen, NBC dopisnik. Ta oseba je bila kasneje aretirana ter prikazana na vsedržavni televiziji. Dateline je bil odgovoren za preiskave v petih različnih krajih, ter za prijetje skupno 129 ljudeh. 
Novi zakoni so bili izdani z namenom nadzirati plenilce na spletu v Združenih državah Amerike. Federativni zakoni so bili sprejeti z namenom pomagati in obvarovati otroke pred plenilci na spletu. Federativni zakoni pa omogočajo tudi prisluškuvanje telefonskim sporočilom, saj so lahko tako storilci ujeti še preden se otroku zgodi kaj hudega. V Kaliforniji, kjer se je preiskava odvijala, je pogovor z otrokom prek spleta prekršek in te odrasle osebe se obtoži kaznivega dejanja, saj je njihov namen očiten.